# Union des évadés de France
L’Union des évadés de France est une association créée en septembre 1943 à Alger à l’initiative d’Alfred Cartier, pour maintenir les liens de solidarité entre les évadés qui « ont quitté clandestinement la France pour rejoindre l’Armée de la Libération, en Angleterre et dans l’Empire » et si besoin les assister financièrement et matériellement. Depuis son transfert à Paris en septembre 1944, l'Union vient en aide aux anciens évadés dans tous les domaines de la vie quotidienne. Jusque dans les années 1950, elle milite pour la reconnaissance de l'engagement patriotique des évadés et participe à toutes les initiatives qui en commémorent le souvenir.

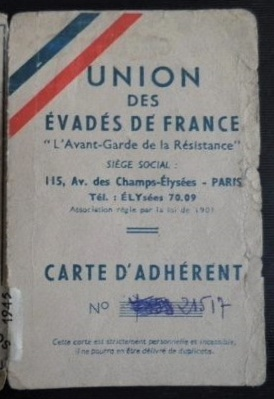
Carte d'adhérent (1945).

## 1942-1943: des Pyrénées au Maroc par l'Espagne
On estime que plus de 20 000 personnes, parmi lesquelles quelques femmes, ont quitté la France entre 1941 et 1944 pour continuer la lutte, quelques-uns par les côtes de la Manche dans les débuts puis, à partir de fin 1942, majoritairement par les Pyrénées.

### Le col et la prison

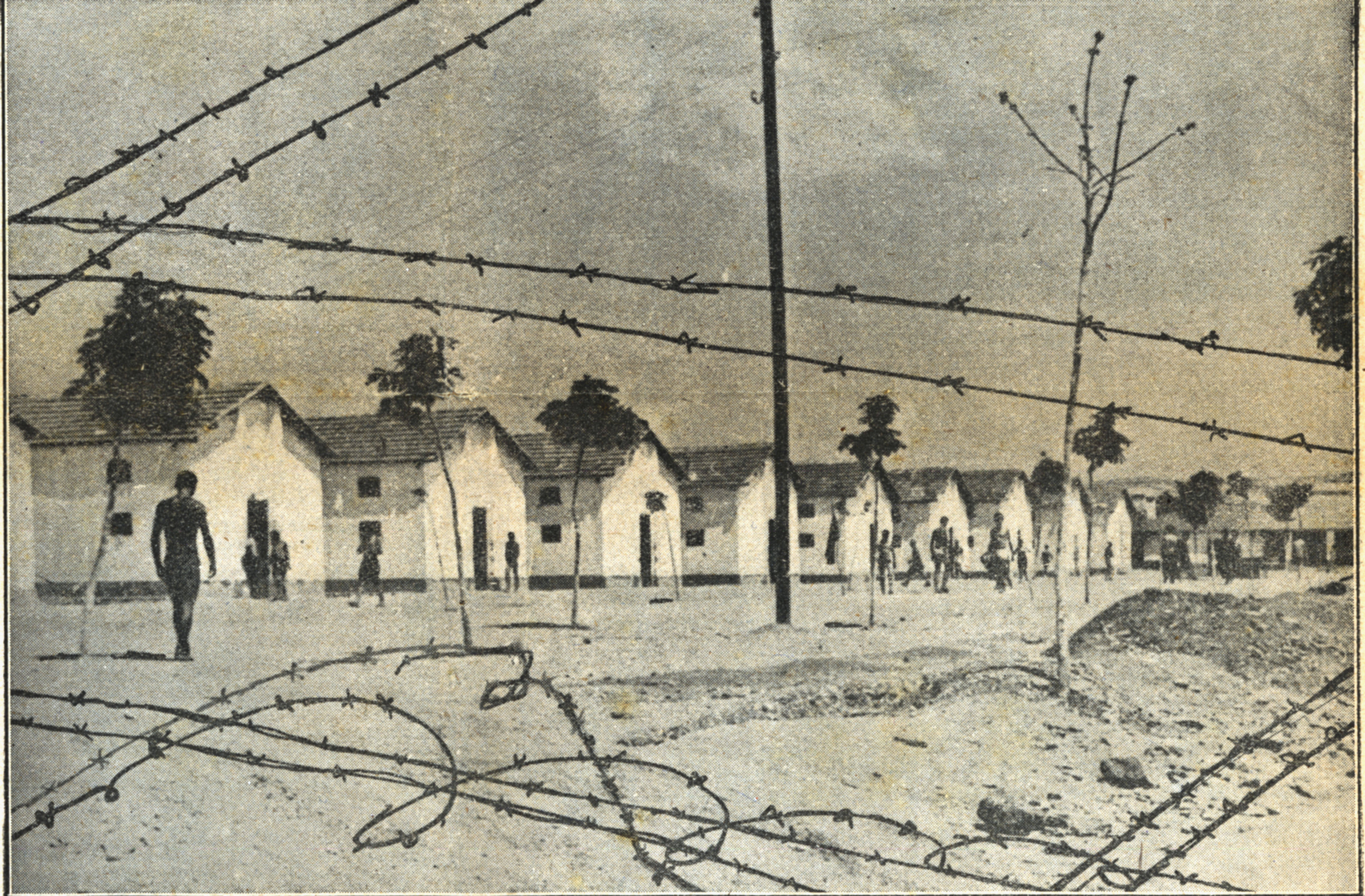
Miranda de Ebro (Castille-Léon).

Rejoindre l'Afrique du Nord par l’Espagne est particulièrement périlleux. Les dénonciations et trahisons des passeurs, voisins, observateurs et agents infiltrés sont loin d'être les seuls obstacles. Après avoir échappé à la vigilance des troupes d'occupation et des forces de police de Vichy, présentes du Perthus à Hendaye à partir de l'invasion de la zone libre le 11 novembre 1942, il faut escalader la montagne par des sentiers de contrebandiers, vaincre la peur, la faim et le froid. Côté espagnol les douaniers veillent, arrêtent tous les transfuges, les refoulent rarement mais les remettent à la milice qui les incarcèrent aussitôt. Les rescapés de la montagne endurent alors d'épouvantables conditions d’incarcération dans les prisons de Figueras et Gérone (Catalogne), de Pampelune (Province de Navarre, Pays basque), à l'ancien camp de concentration de Miranda de Ebro (province de Burgos) et dans d’autres prisons de Franco, d’une neutralité bienveillante à l’égard de l’Allemagne. L'hostilité du Régime envers les terroristes français, juifs, communistes et autres « ennemis du Reich » imprègne les geôliers.

### La libération

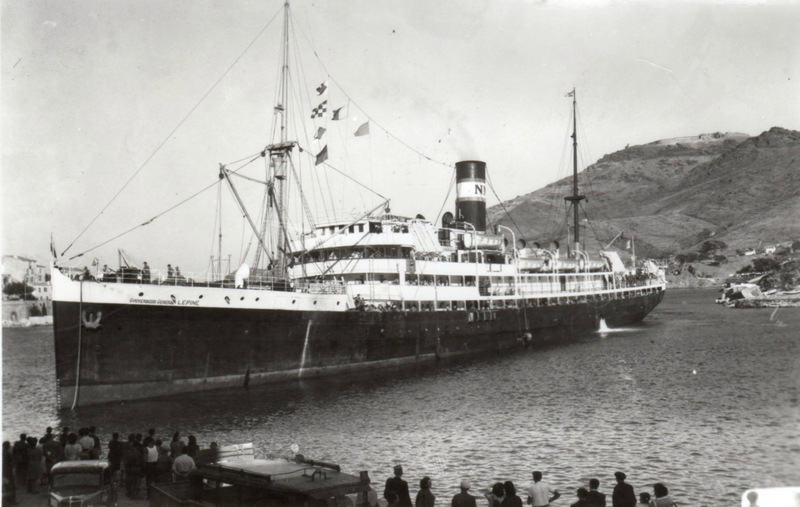
Paquebot Gouverneur général Lépine.

L'arrêt des exportations d'Afrique du Nord vers la péninsule ibérique, engrais marocains, produits alimentaires de base algériens, pendant l’hiver 1942-1943, entraînent d'importantes pénuries alimentaires en Espagne et au Portugal. Face à cette situation économique et considérant les succès des Alliés à la fin de 1942 les gouvernements espagnol et portugais acceptent d'entrer en négociation avec la mission française à Madrid, dirigée par le colonel Malaise, représentant le général Giraud, haut-commissaire en Afrique française, les ambassadeurs du Royaume-Uni et des États-Unis, sous le regard perplexe de François Piétri l'ambassadeur de Vichy à Madrid, en vue d'échanger les prisonniers contre phosphates et nourriture. Parallèlement environ 150 prisonniers français peuvent quitter l'Espagne par Algésiras en février 1943 grâce à un montage complexe pour obtenir des visas de sortie. Au printemps, les négociations ayant abouti, le gouvernement espagnol autorise l'organisation d'un premier départ à condition que les réfugiés transitent par le Portugal pour rejoindre le Maroc. Sous l'impulsion de Mgr Boyer-Mas, son délégué général en Espagne, la Croix-Rouge française, de concert avec les nombreuses autorités concernées, coordonne l'évacuation d'un premier contingent de 760 français venant de plusieurs prisons et camps. Un train spécial part de Barcelone, dépose les réfugiés à Madrid qui, à nouveau par train gagnent Lisbonne. Au port de Setúbal, le 1er mai 1943  embarquent pour Casablanca 440 personnes sur le paquebot Gouverneur Général Lépine, désormais sous pavillon anglais et reconverti en transport de troupes et 318 sur le Sidi-Brahim, un ancien transport de bétail .

### Casablanca: accueil et enrôlement
Après une escale à Gibraltar, les premiers arrivants sont accueillis à Casablanca. Avant de débarquer ils longent la coque du cuirassé Jean-Bart, victime du combat naval et aérien de novembre 1942 devant Casablanca, déjà dépouillé d'une partie de son armement et de son artillerie au profit du cuirassé Richelieu.
Le docteur Reboul, en relation avec les autorités de la France libre à Alger, jette les premières bases de l’accueil et de l’entraide aux évadés. Il devient officiellement le directeur de l'organisation au Maroc. Il est assisté par Pierre E. Lamaison pour l'enregistrement des déclarations des évadés (passage de la frontière, dates des arrestations, séjours et sévices dans les prisons espagnoles, état sanitaire, etc.). Plusieurs autres convois via le Portugal puis directement par Malaga et Gibraltar permettront à de nouveaux contingents d'évadés d'être accueillis au Maroc puis à Alger et à Oran par l’Union des évadés de France, association encore informelle.
Une fois soulagés de leurs blessures physiques et morales les évadés s'engagent dans les unités combattantes dont les recruteurs sillonnent les lieux d'hébergement en Afrique du Nord. Sur 20 000 évadés d'Espagne ainsi enrôlés pour combattre l'Allemagne, on estime qu'environ 3 800 volontaires, 20 % d'entre eux, rejoignent les FFL,. La plupart des évadés engagés bénéficient d'une formation accélérée de sous-officiers et d'officiers de réserve à l'École militaire de Cherchell, à 100 km d'Alger, en partie détachée à Médiouna, près de Casablanca, pour l'armée de terre. Les commandos de France, « constitués dans leur immense majorité par les Évadés de France » sont entraînés à Staoueli dans la banlieue d’Alger. L'armée de l'air, plus prestigieuse, attire de nombreux candidats à Marrakech, base du corps aérien expéditionnaire. Tous rejoignent soit au Royaume-Uni soit en Afrique du Nord les régiments de l'Armée française de la Libération.

### Listes d'évadés de France civils et militaires
Deux ensembles de listes d'évadés de France dressés en 1941-1944 sont déposés et consultables au Service historique de la Défense à Vincennes:
- La Délégation de la Croix-Rouge française en Espagne (siège à Madrid)

Les listes sont complétées par de nombreux documents d'archives de la délégation conservés par André Boyer-Mas, à l'époque délégué général.
- Les autorités militaires de la France libre en Afrique du Nord (Casablanca, Alger)

De nombreuses et diverses listes ont été établies par plusieurs services (Centres de recrutement, centres d'instruction, unités,B.C.R.A.).

## Les activités en Afrique du Nord

### En Algérie, 1943-1944

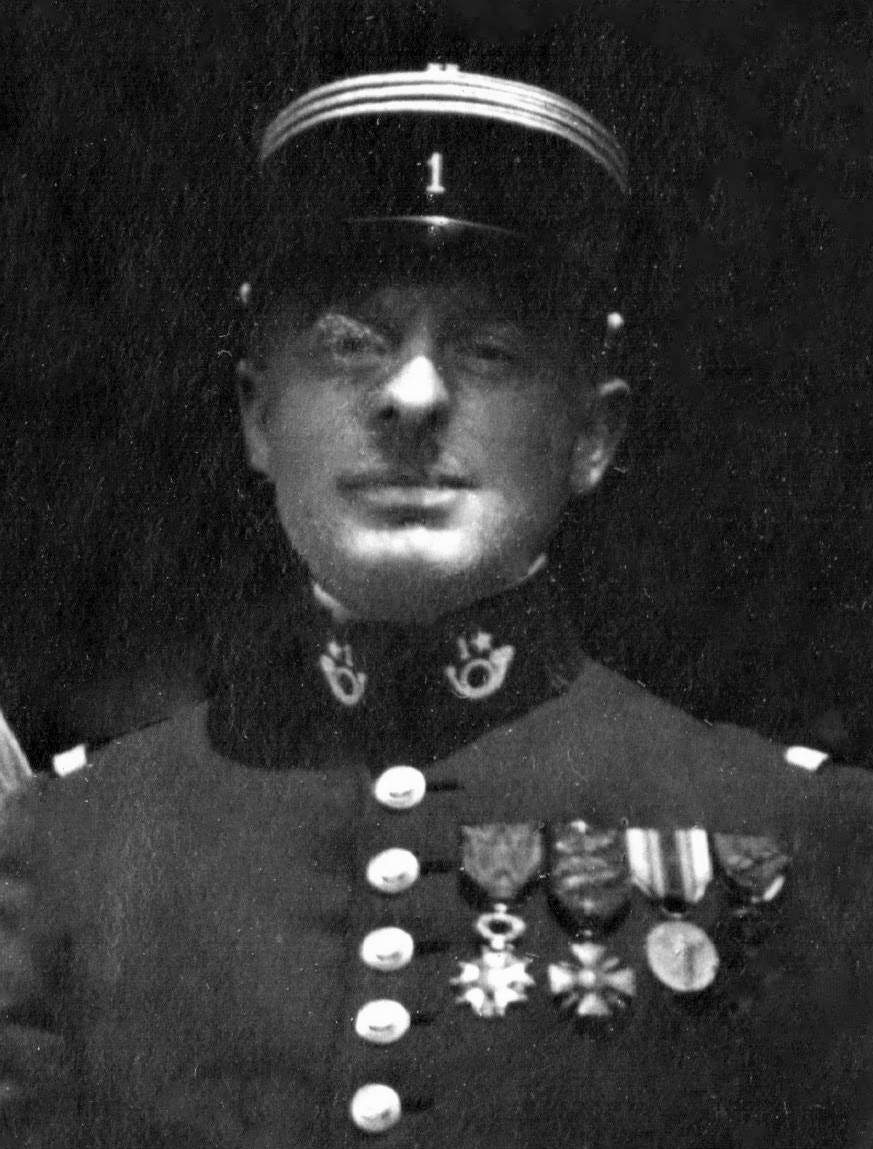
Capitaine André Basse (1924).

La première assemblée générale constitutive de l’association se tient le 11 juillet 1943 à Alger au siège provisoire, 1, rue du Docteur-Trolard (L’Écho d’Alger, 10 juillet 1943, p. 1, col. 7). Elle nomme président le général Basse, alors commandant la subdivision d’Alger et organise les actions d’accueil des évadés et les opérations de collecte de fonds.
Emblématique du soutien des autorités de la France libre à l’Union des évadés de France un Grand gala de la Résistance Française se tient à l’Opéra d’Alger le 29 octobre 1943 sous la présidence du Général de Gaulle. Cette manifestation rapporte plus d’un million de francs pour l’aide aux patriotes de la Métropole.
La deuxième Assemblée Générale a lieu le 12 décembre 1943 à la Brasserie de l’Étoile rue d’Isly à Alger. Elle est l’occasion pour le général Basse, président, d’affirmer que l’ « Union des évadés de France, société d’entraide et organisation de résistance [est] avec le général de Gaulle, comme le sont tous les résistants de France, parce qu’il est le symbole de la résistance ». Le conseil d'administration nommé à l'issue de l'Assemblée générale se compose du général Basse, du commandant Vallin, de MM. Crémieux, de Récy, Meyer, Soulmagnon, Barberin.
Ces déclarations attirent immédiatement les sarcasmes des journaux collaborationnistes. Leurs articles prétendent décevant l'accueil, « fait aux personnes qui ont quitté le territoire métropolitain pour passer en Afrique du Nord, [ce qui les a amené] à former une association, l'Union des évadés de France dans laquelle la proportion des juifs est prédominante».

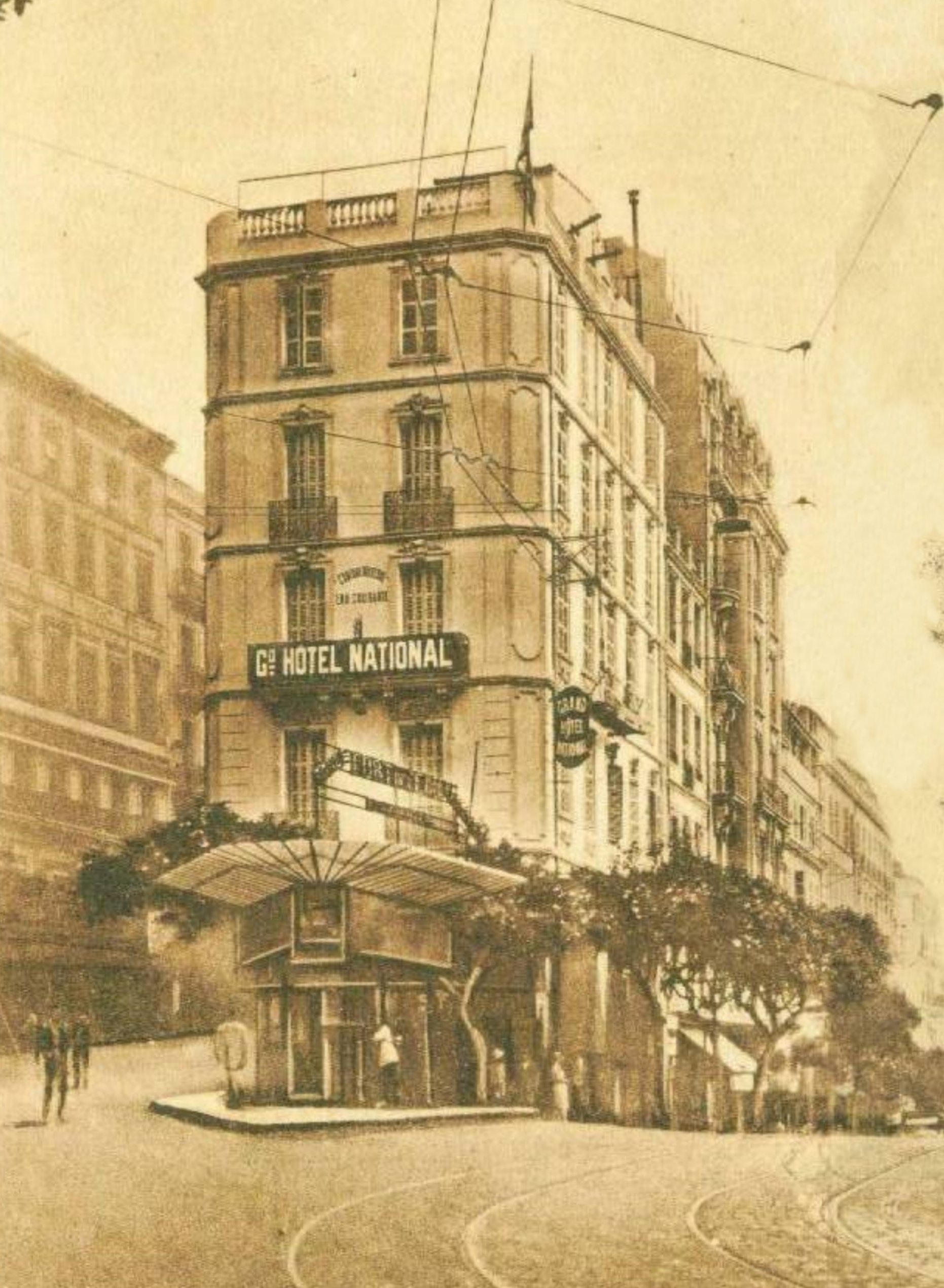
L'hôtel National, rue Dumont-d'Urville.

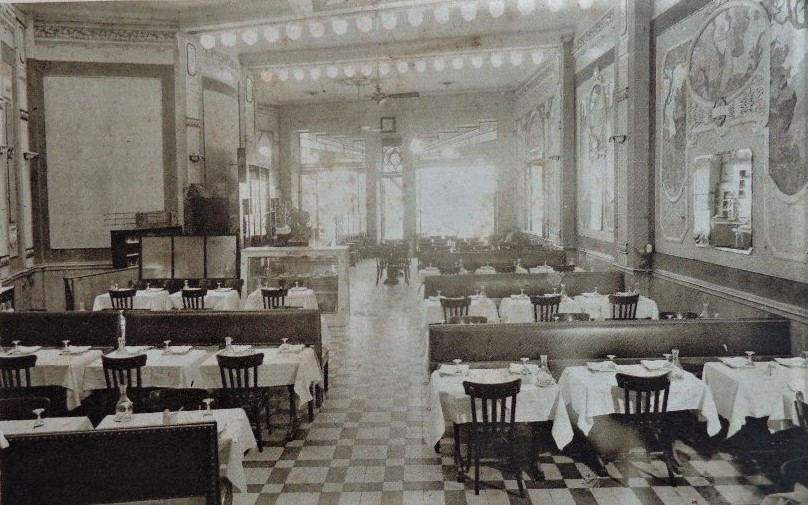
Brasserie de l’Étoile, rue d'Isly.

En avril 1944 l’Association des évadés et l’Union des évadés de France fusionnent sous le seul nom d’Union des Évadés de France qui devient membre du Comité central de la France combattante. Les conflits politiques n'épargnent pas l'association. Le 24 avril 1944, lors d’une réunion publique devant une centaine de membres assemblés salle Bordes pour la présentation de cette fusion, est adoptée une motion générale qui dépasse le strict cadre de l'entraide entre combattants. Ainsi le paragraphe « Les volontaires de la Résistance affirment que le CFLN et son président le général de Gaulle sont l’expression de la volonté populaire française et seuls habilités pour gouverner les territoires libérés » est désavoué publiquement par M. A. Davoust, ancien maire-adjoint de Carrières-sur-Seine, lui-même membre de l’Union des évadés de France, présent à la réunion, qui affirme ne pas avoir voté en faveur de cette motion. Ce même jour, Paul Crémieux fait part de la création du Journal Volontaires de France et de la mise à disposition de l'Union des Évadés de l’Hôtel National et de la Brasserie de l’Étoile. C'est là que le 6 mai son président, M Soulmagnon, son secrétaire général, M. Crémieux, son secrétaire à la propagande, M. Auroy, reçoivent MM. André Diethelm, commissaire à la Guerre, Fernand Grenier, commissaire à l'Air, M. Louis Jacquinot, commissaire à la Marine, le général de Lattre commandant le XIXe corps,.

### Au Maroc, 1943-1945
Les évadés de France reçoivent très tôt une reconnaissance officielle lorsqu'une délégation de quelques évadés est présentée au Général de Gaulle en visite à Casablanca le 7 août 1943 dans une audience privée qu'il tient à la Région avec tous les mouvements de résistance.
À Casablanca, l’Union des évadés de France peut ainsi faire vivre son principal centre opérationnel en Afrique du Nord avec des actions variées et successivement dans plusieurs lieux, au gré des besoins, des disponibilités et sans doute des moyens financiers, au service de plusieurs centaines d’hommes, femmes et quelques enfants déplacés, en transit. Par voie de presse, elle informe régulièrement les évadés, nouveaux arrivants, de son existence et des services qu’elle peut leur rendre.
Le Comité central de l’association au Maroc, élu par l’Assemblée plénière des Évadés de France le 20 décembre 1943, se compose du Dr Reboul, président, MM. Bastié et Louis, vice-présidents, M. Réhel, secrétaire rapidement remplacé par M. Fagner, alors secrétaire-adjoint avec Mme Abadie. Le Comité qui se présente aux 500 personnes rassemblées à l’hôtel Excelsior le 9 janvier 1944 s'est vu adjoindre M. Magnie, trésorier, le Cdt Hurlep, le soldat François Auroy, le sergent-chef Bin, assesseurs militaires, auxquels se joint M. Rehel, tandis que Mme Abadie n'est plus mentionnée. Henri Frenay, commissaire aux déportés, réfugiés et prisonniers vient lui apporter son soutien début juillet alors que M. Lewis est désormais secrétaire général.
- Animations, collecte de fonds. Tant pour occuper les évadés et parfois leurs familles, que pour s’assurer des financements, l’Union organise de nombreuses manifestations : arbre de Noël en décembre 1943, matinée artistique en mars 1944, participation en mai à la Kermesse Amis de la Liberté et à une partie artistique au Palais de la Conférence. Les collectes de fonds se poursuivent tout au long de l’année 1944 et jusqu’en octobre pour une opération « Colis aux évadés combattants sur le front de France »[24].

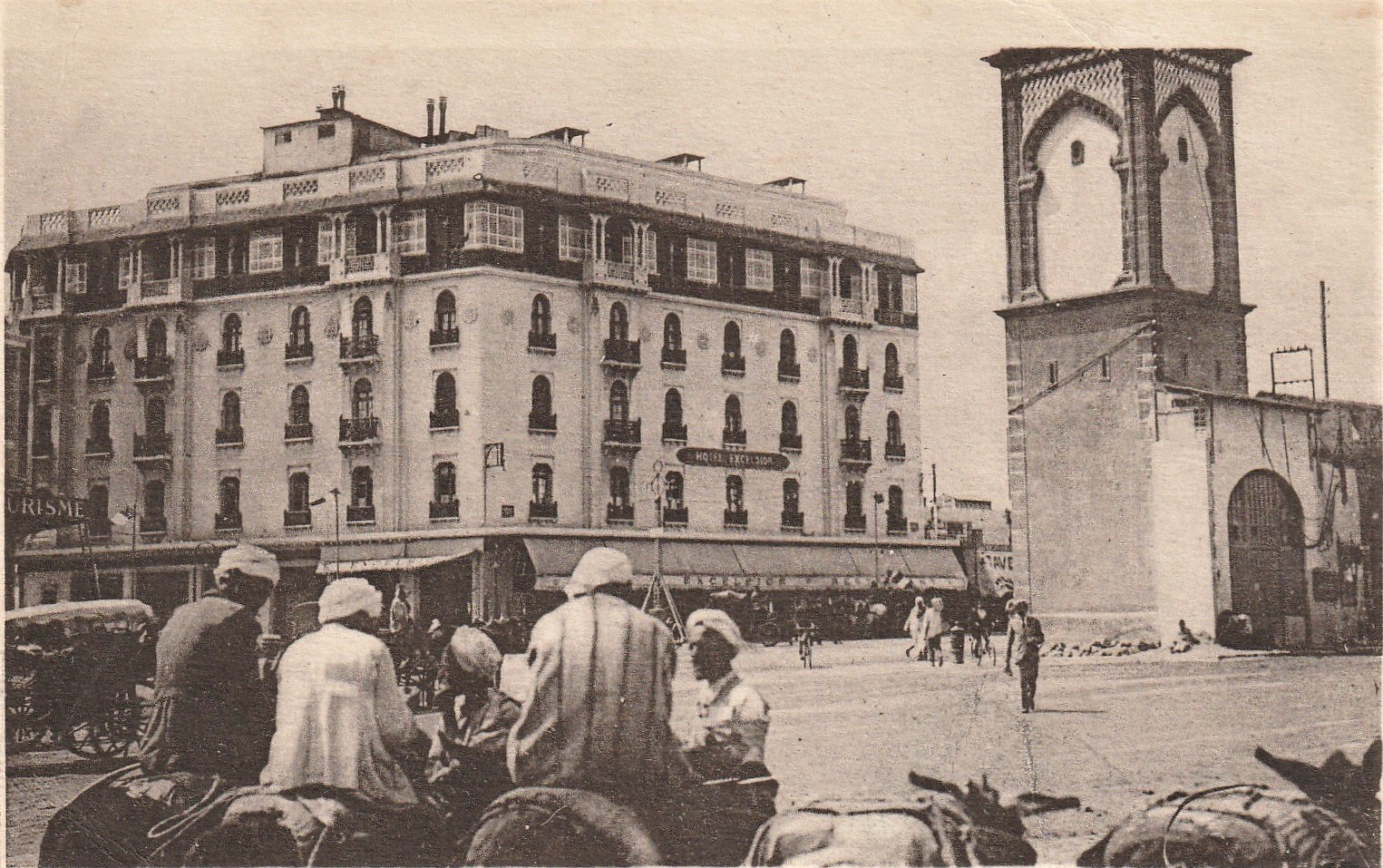
L'hôtel Excelsior, place de France (1931).

- Hébergement-restauration. Dans la continuité des actions spontanées du printemps, l’Union ouvre en août 1943 son Centre d’Accueil Bir-Hakeim, 15, boulevard de la Liberté. Début 1944, elle dispose d’un nouveau centre d’accueil à l’hôtel de Paris, à l’angle des rues Blaise Pascal et Branly, complété par quelques logements à l’École italienne aux Roches-Noires. En février, peut-être grâce à une réquisition, elle peut utiliser l'ancienne brasserie Excelsior au rez-de-chaussée de l'hôtel du même nom, place de France.

Ces locaux sont inaugurés le vendredi 10 mars 1944 dans l'après-midi par M. Gueydon, représentant personnel d'H. Frenay, commissaire aux prisonniers, déportés et réfugiés du Comité français de libération nationale, en présence des autorités civiles et militaires de Casablanca dont l'amiral Ronarc'h, commandant la Marine au Maroc, et le général Cornet, commandant la subdivision de Casablanca, tous accueillis par le Dr Reboul, président de l'UEF au Maroc. L'Office français d'information cinématographique filme l'événement (Voir un extrait sur le site de l'INA).

Fin mars, l’Union peut proposer aux hommes seuls des dortoirs et à quelque familles des chambres dans des villas à l’européenne du quartier Bourgogne. 

Le 15 avril, un incendie cause des dégâts importants à l'ancienne brasserie Excelsior et au siège de l'Union des évadés.
- Du fait de la libération progressive de la France, le Conseil d’Administration de l’Union à Alger décide fin août que les restaurants et hébergements de Casablanca seront définitivement fermés le 1er septembre. Face à cette décision « brutale » le comité de Casablanca vote une motion de report de fermeture et envoie à Alger trois émissaires pour appuyer la demande, arguant que les restaurants servent encore plusieurs centaines de repas par jour malgré les retours vers la Métropole plus échelonnés que prévu. Le report de la fermeture est finalement acté[28].
- Recrutements, formalités, rapatriements. L’Union n’a pas pour seule mission l’accueil des évadés. Elle doit aussi favoriser leur enrôlement dans les nouveaux régiments des Forces Françaises Libres et ouvre en février à cet effet un bureau spécial à la Maison de l’Aviation Française, boulevard de la Liberté. L’Union participe en juin aux opérations de restitution des biens et moyens financiers soustraits aux prisonniers en Espagne. Et tandis que paradoxalement elle accueille au port à la mi-août 1944 un dernier convoi d’évadés, elle prépare les rapatriements qui prennent de l’ampleur en septembre et se poursuivent jusqu’au début de l’année 1945[29].

Après avoir dignement fêté, le 7 avril 1945, le départ de Duault, premier évadé de France, le Comité marocain de l’Union dont les activités se sont drastiquement réduites, n’a plus besoin que de quelques bureaux au 297 rue de l’Aviation Française à Casablanca.

## En France métropolitaine à partir de fin 1944
À l’automne 1944, la direction de l’Union des évadés de France s’installe à Paris. Les années suivantes, quelques personnes vont assurer la continuité de son fonctionnement dans un contexte de mouvement permanent des dirigeants happés par la poursuite des combats ou les soubresauts du renouveau politique. La mission principale d’entraide et de solidarité de l’UEF, bien que n’ayant pas changé dans son principe, doit évoluer dans ses pratiques. S’y ajoutent, dans une France reconquise, affaiblie, divisée, la nécessité de procurer aux évadés-engagés la reconnaissance symbolique et matérielle des actions accomplies et un statut social équivalent à celui que l’opinion accorde aux autres combattants.

### Fonctionnement
- Locaux

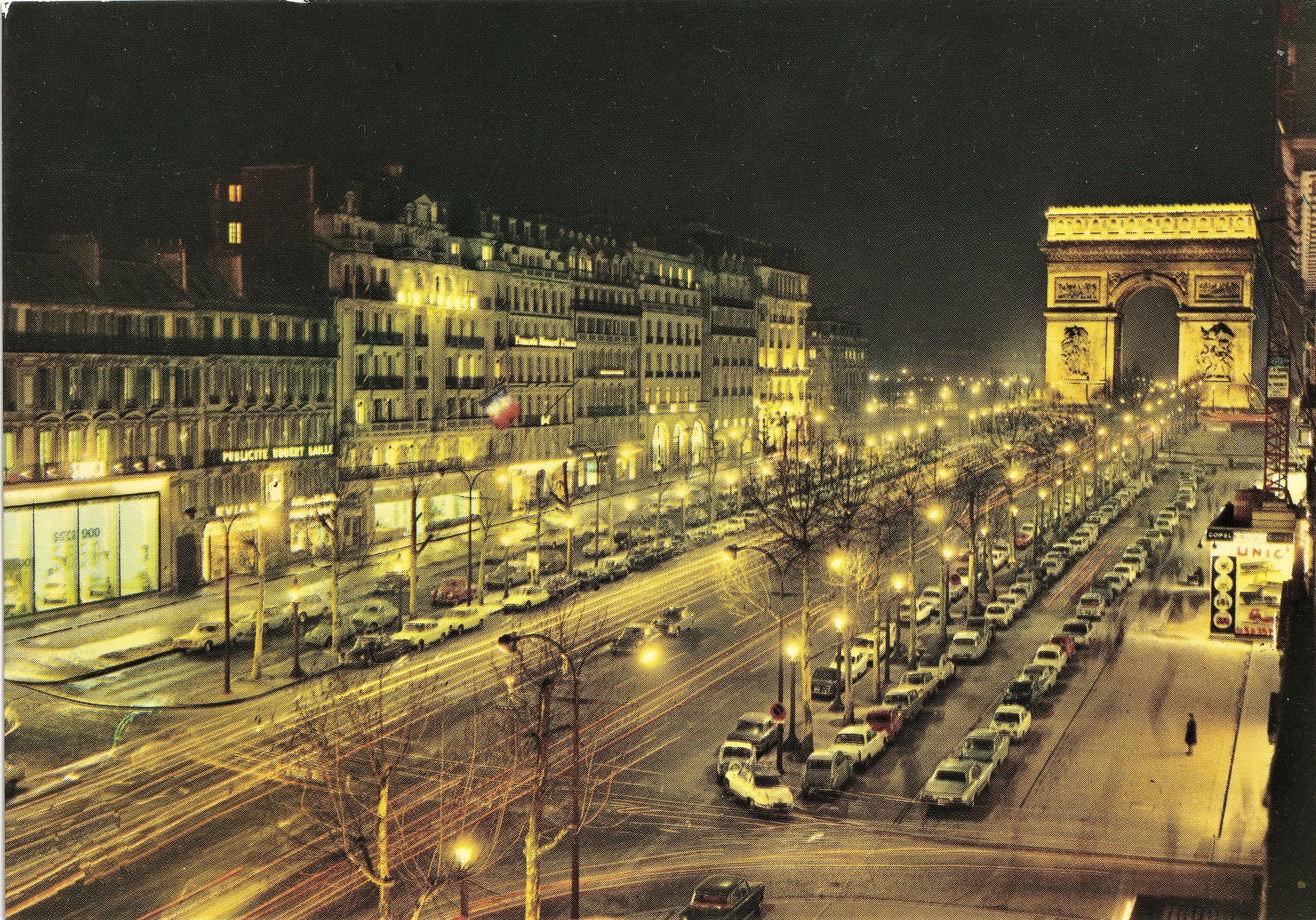
A G. 115, Champs-Élysées.

De sa première installation parisienne fin 1944 au 6 rue d'Artois (8e), l'UEF avec sa dizaine d'employés, la plupart bénévoles, se transporte début 1945 dans un immeuble, réquisitionné par le gouvernement provisoire, dont le rez-de-chaussée était aménagé en hall d'exposition des automobiles Fiat, au no 115, Champs-Élysées, à l’angle de la rue Galilée. 

Le siège social de l'association y est juridiquement transféré depuis Alger en 7 mars 1945. 

En octobre 1946, l’UEF déplace ses bureaux à proximité de la place de la Madeleine au 19 boulevard Malesherbes, immeuble objet d'une réquisition allemande pendant l'Occupation. 

Puis elle migre, en avril 1947, au 3ème étage du 17 rue de Miromesnil, toujours dans le 8e arrondissement.
- Effectifs

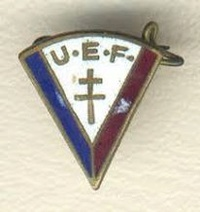
Insigne de boutonnière.

La première assemblée générale à Paris le 28 octobre 1945 réunit « un millier de camarades dont de nombreux délégués de province à la salle Washington »
L’assemblée générale de décembre 1946 est prévue à la salle des conférences au sous-sol de la mairie du 8e arrondissement.
Au conseil d’administration du 29 avril 1947, le secrétaire général déplore qu’à ce jour « 3 000 adhérents seulement ont renouvelé leurs cotisation ».
- Conseil d’administration et présidence

Comme à Alger, l’UEF fonctionne à Paris avec un conseil d’administration restreint assisté d’un secrétaire général exécutif, Pierre E. Lamaison, également directeur-gérant du bulletin Evadé de France.
Une fois l’association implantée à Paris ne restent du conseil d’administration algérois de mai 1944 que MM. Soulmagnon, président, de Récy, Meyer et Cartier. À l’assemblée générale de décembre 1944 le capitaine A. de Récy prend la présidence de l’UEF, le commandant J. Meyer et M. Girardet deviennent vice-présidents, M. Mercier, secrétaire, M. Legendre, trésorier, le lieutenant Simon et M. René Pic, administrateurs. Le Conseil d’administration dans cette composition est reconduit à l’assemblée générale suivante en décembre 1945.
Juillet 1946 voit le remplacement de M. Mercier, secrétaire du CA par P.E. Lamaison, secrétaire général, poste exécutif qu’il conserve. Le capitaine de Récy démissionne peu après pour préparer son élection à la Chambre des députés dans la circonscription d’Arras. Il est remplacé à la présidence par le colonel Georges Bergé en décembre 1946 tandis que MM. Arrighi et Hirsh font à cette date leur entrée en tant qu’administrateurs.
Il semble que cette composition n’évolue pas pendant l’année 1947. Au printemps 1948, Alfred Cartier, le fondateur de l’Union des évadés de France a dû reprendre la présidence par intérim à la suite de la démission du colonel Bergé, tandis que la continuité du fonctionnement du conseil est toujours assurée par Jacques Meyer, vice-président et Pierre E. Lamaison, secrétaire.

Présidents de l’Union des évadés de France (sélection).
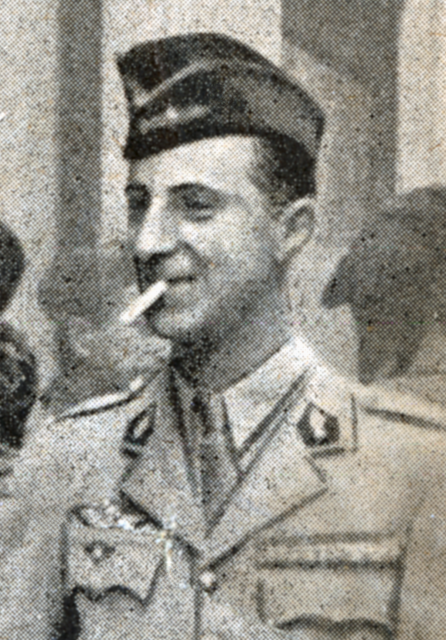
Cne A. de Récy
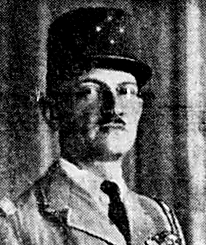
Gal R. Chouteau
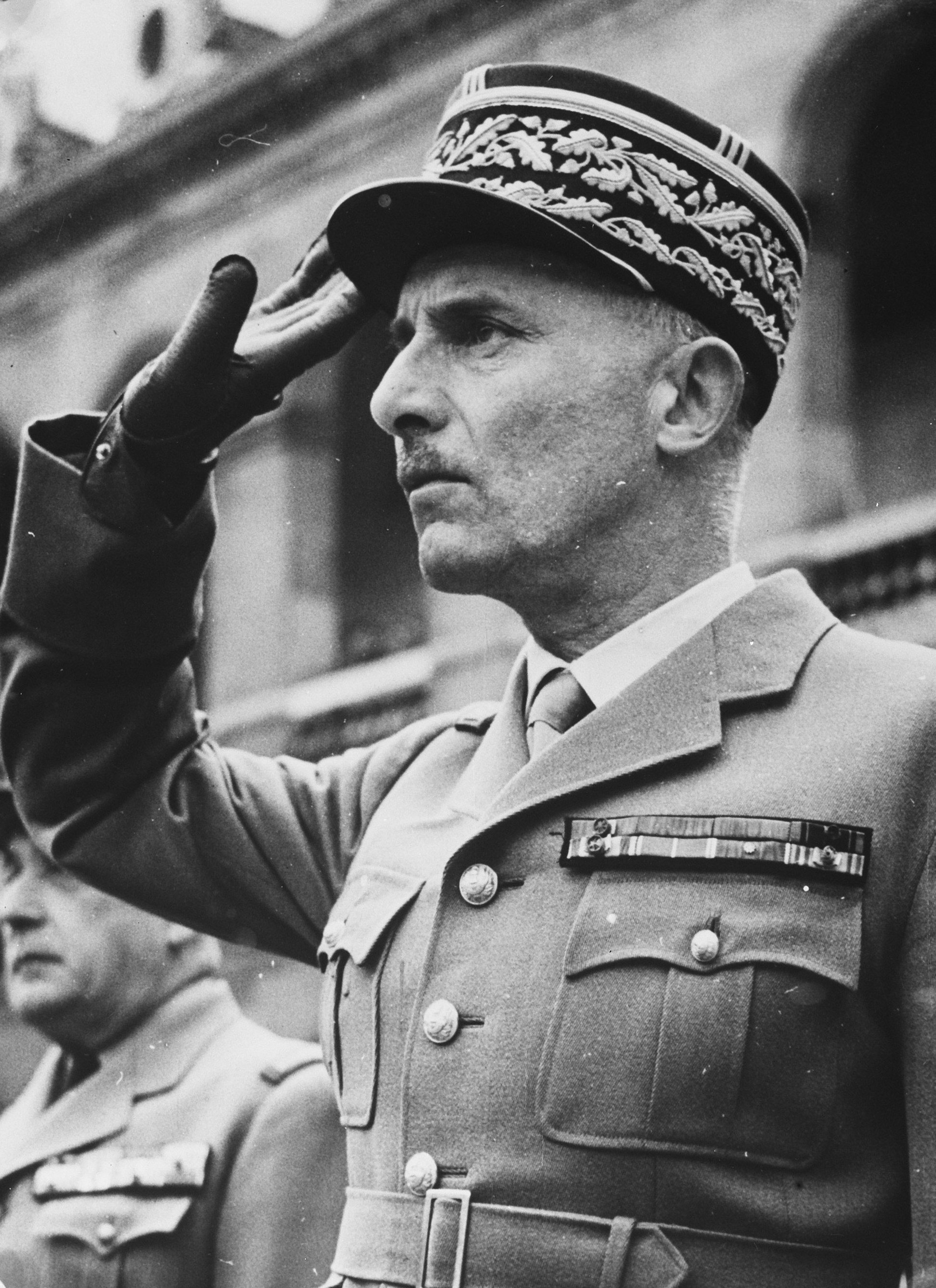
Gal H. Zeller
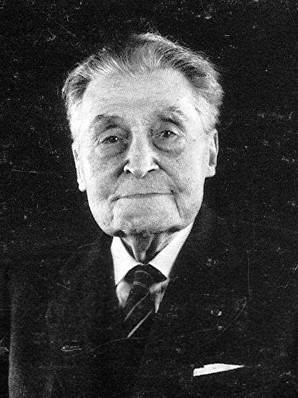
Jacques Meyer

C’est vraisemblablement lors de l’assemblée générale de décembre 1948 que le Général d’Armée René Chouteau, gouverneur militaire de Paris de 1947 à 1953, membre de l'association, est élu au conseil d’administration, ce qui permet de le porter immédiatement à la présidence de l’UEF au titre de laquelle il préside l’inauguration du monument de Saint-Cast en août 1950. En 1953, son successeur au poste de gouverneur militaire de Paris, le général d’armée Henri Zeller, devient à son tour président de l’association.
Il faut mentionner qu’en plusieurs occasions dans les années 1945-1947 le général de Lattre de Tassigny apparait comme président d’honneur de l’Union des évadés de France.
- Le bulletin Evadé de France

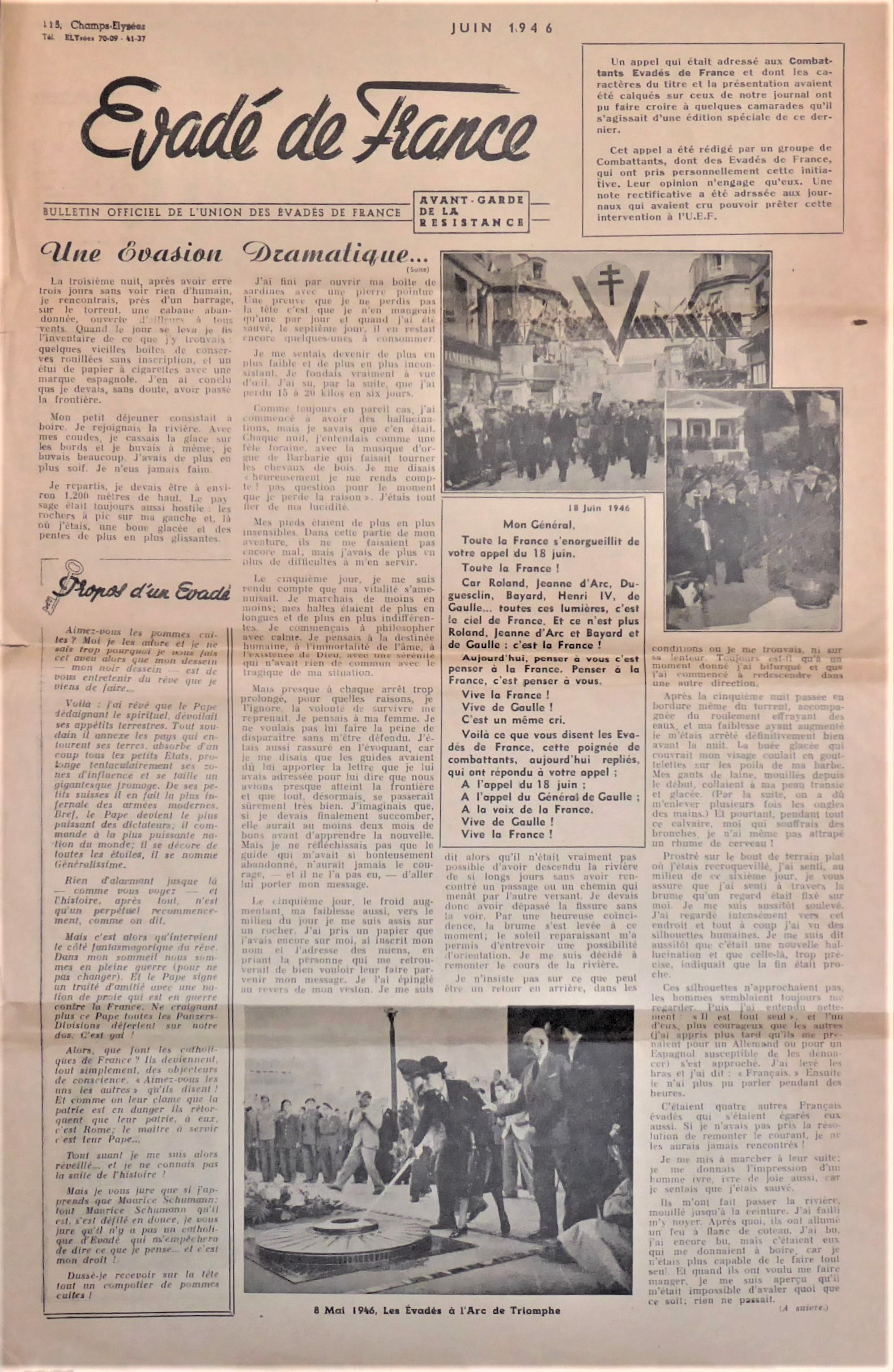
Bulletin juin 1946.

La première livraison du Bulletin officiel de l’Union des évadés de France, Avant-Garde de la Résistance datée de décembre 1945 propose un abonnement annuel au prix de 60 francs. Les livraisons n’étant pas numérotées il n’est pas possible de connaître le nombre total de bulletins édités ni la durée de vie de cette publication privée, non soumise au dépôt légal. La périodicité initialement mensuelle apparait irrégulière tout comme la pagination qui varie de 6 à 2 pages.
Le bulletin est à la fois politique dans son soutien affirmé à de Gaulle, informatif sur la vie de l’association, pratique dans ses brèves et ses petites annonces, mémoriel par ses témoignages d’évadés et son feuilleton « Ils étaient quatre évadés » dont on ne sait s’il est le journal authentique d’une évasion ou un récit plus ou moins romancé.
- Les délégations en province et hors métropole

Immédiatement après l'armistice, l'organisation nationale essaime dans toutes les régions de France, dans le Sud-Ouest, en Bourgogne et en Champagne, sans oublier ses terres d'origine à Casablanca où se crée, dans le local de Combat, la section marocaine en avril 1946, sous l'impulsion du colonel Urard-Alouette.
Deux sièges du conseil d'administration sont réservés à des représentants des délégations de province. Leur attribution à des membres de sections des Pyrénées n'est pas du goût des délégations d'autres régions.
Pour mieux impliquer les sections des Évadés de France réparties sur tout le territoire et hors métropole, le conseil d'administration du 17 mars 1947 entérine le principe d'une modification des statuts pour rendre l'UEF fédérale. Cette évolution présuppose que les sections locales, départementales et régionales possèdent toutes la personnalité morale et se constituent en association sous le régime de la loi de 1901 pour pouvoir, chacune, adhérer à la future fédération.

### Entraide et solidarité
En 1945 au printemps, l'Union sollicite le public pour accueillir et héberger à Paris ses membres venant d'Afrique du Nord.

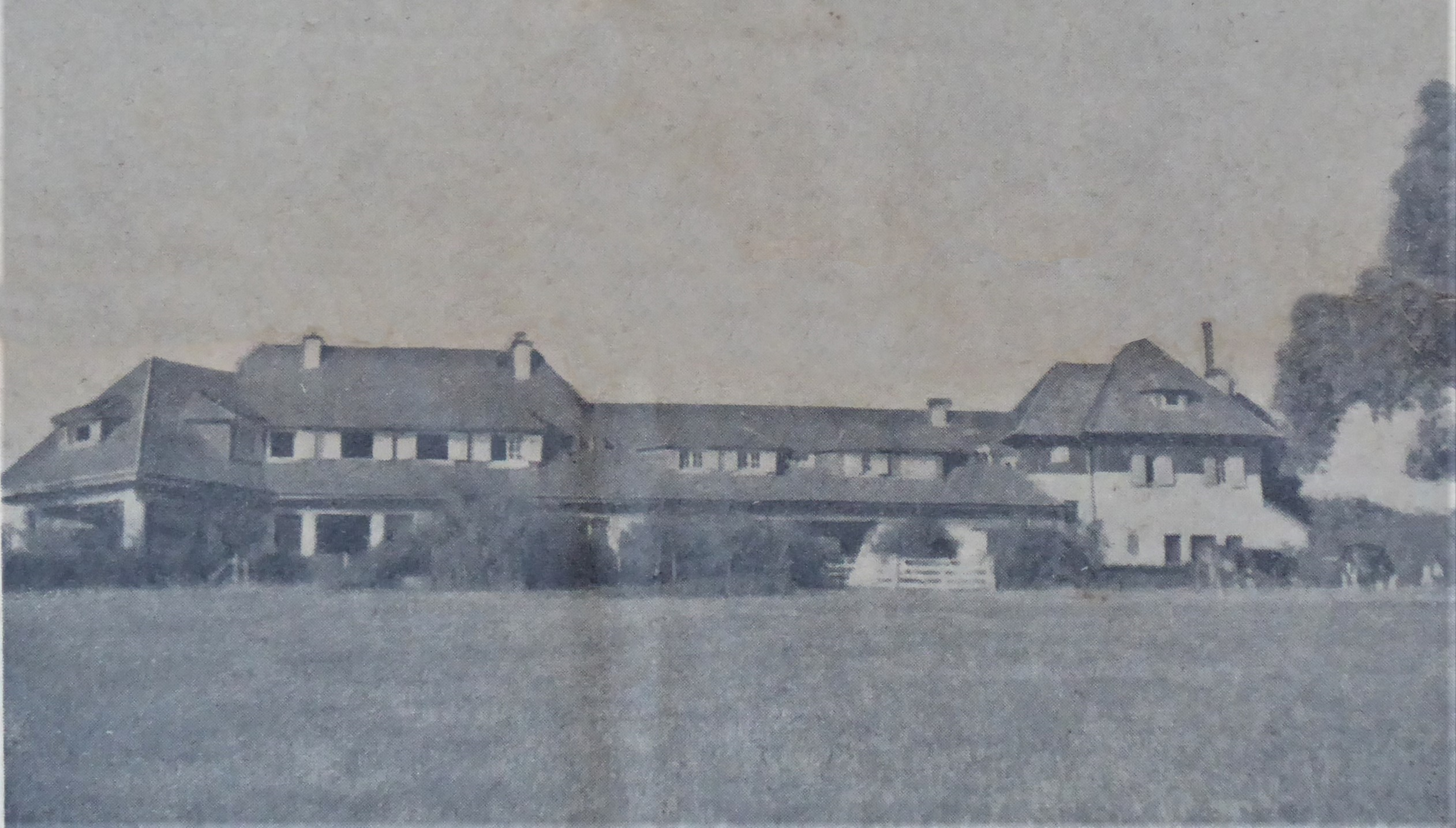
Foyer des enfants Saint-Nom-la-Bretèche (1945).

Au hameau de Valmartin au Nord-Ouest de Saint-Nom-la-Bretèche, elle réhabilite une vaste demeure dévastée par les troupes d’occupation et y ouvre au printemps 1945 un centre d’accueil pour les enfants d’évadés. Ce centre, pouvant accueillir jusqu’à 60 enfants simultanément, héberge ainsi 500 enfants de juin 1945 à novembre 1946.

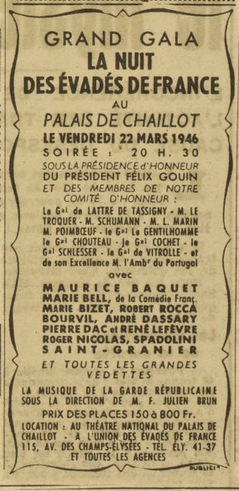
Annonce pour La Nuit des Evadés de France.

Il est financé par une contribution des familles, des dons, le produit des galas comme celui du 22 mars 1946 à Paris au Palais de Chaillot La Nuit des Évadés de France, sous la présidence du Général de Lattre, et au cours de laquelle se produit Pierre Dac, l’humoriste évadé de France à sa deuxième tentative en mai 1943, devenu l’un des principaux animateurs de Radio-Londres. Dans le même esprit, les bénéfices d'une grande soirée le 31 mai 1947 à Casablanca permettent au président de la section du Maroc, le colonel Urard-Alouette, d'envoyer 100 000 francs pour le foyer,. Le foyer reçoit la visite du général de Gaulle le 29 septembre 1947. Mais, malgré ses qualités, il n’héberge plus assez d’enfants et son existence est remise en question à la fin de cette même année.
Evadé de France publie régulièrement des petites annonces d’offres et de demande d’emploi et des demandes de recherches sur des évadés dont les familles ont perdu la trace, soit lors du passage en Espagne, soit dans les combats de l’Armée de Libération.

### Reconnaissance du rôle des évadés de France
La reconnaissance par les Autorités politiques et civiles du rôle des évadés en général et des membres de l’UEF en particulier constitue le deuxième axe d’action de l’association.

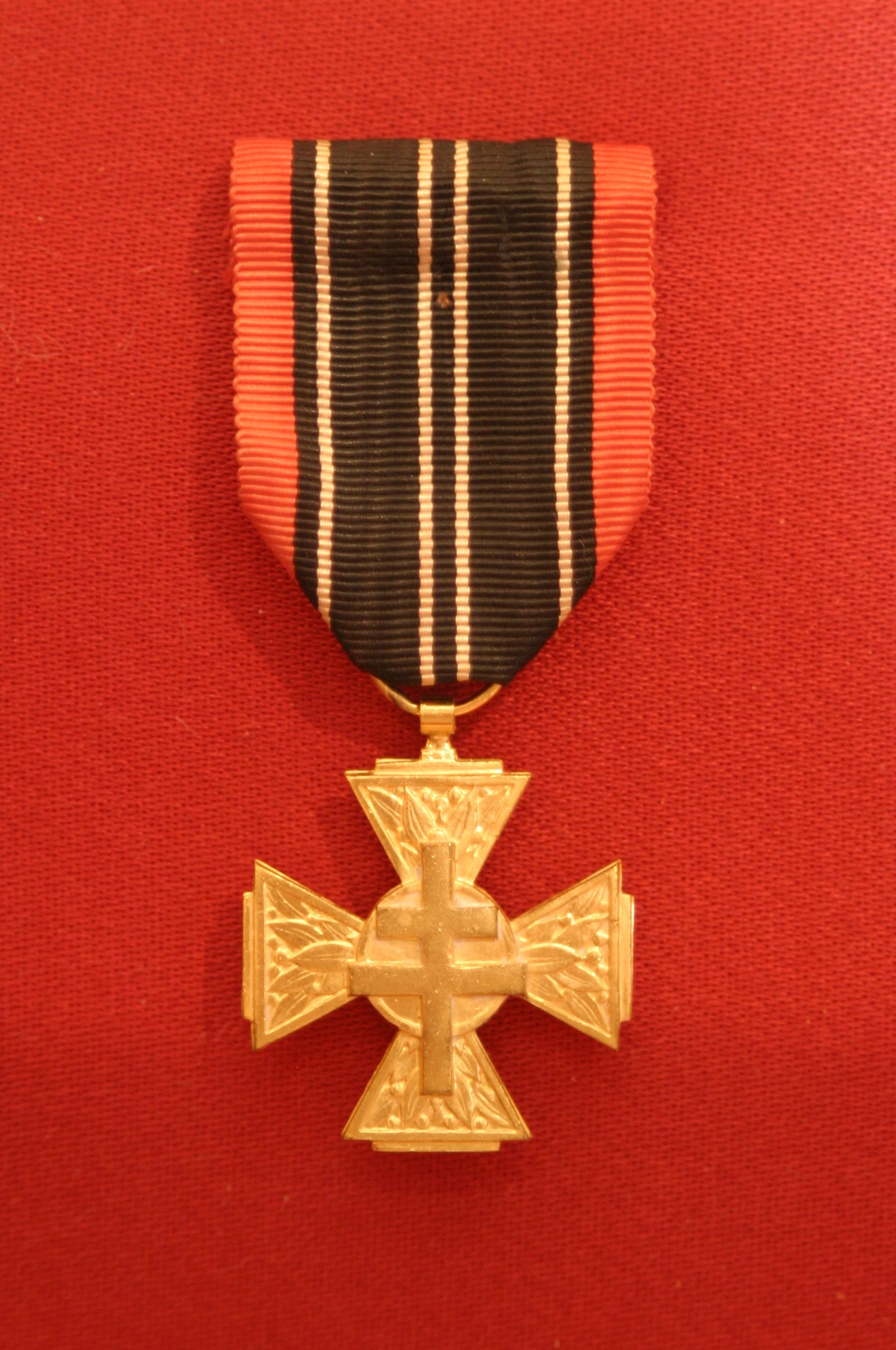
Croix du combattant volontaire de la Résistance.

La guerre n'est pas encore terminée que le 10 février 1945, l'Union des évadés de France organise une conférence de presse pour faire connaître son action, le rôle des évadés dans les combats pour la libération. Devant les journalistes, le capitaine de Récy, président de l'Union, aide de camp du ministre de la Guerre, reçoit le soutien de René Mayer, ministre des transports, évadé de France et de Jean Pierre-Bloch, délégué à l'assemblée consultative. Le 26 mars 1946, une délégation de l'Union des évadés de France, conduite par son président est reçue par M. Félix Gouin président du gouvernement provisoire. Le président Vincent Auriol est lui-même titulaire de la carte de l'Union des évadés de France.
L'UEF peut aussi s'appuyer sur la plus haute hiérarchie militaire dont elle a sollicité et obtenu sans aucune réserve le patronage, comme en témoignent les engagements de son président d'honneur et de ses présidents statutaires. Toutefois les officiers continuent les combats et n'ont que peu de temps à consacrer à l'association.
La considération des plus hautes autorités civiles et militaires de l'immédiat après-guerre n'ont pas suffi.
- La réhabilitation d’acteurs sous-estimés

Encore cinquante-cinq ans après la création de l’UEF,

« on ne peut pas ne pas s’interroger sur les raisons qui ont fait que cette mésaventure espagnole, […], n’a guère quitté les limbes silencieuses et capricieuses de l’histoire […] Il est symptomatique que les textes qui, au lendemain de la guerre, ont fondé les droits à réparation et créé de nouveaux statuts liés aux spécificités de ce conflit aient ignoré [les évadés par l’Espagne] en ne les dotant pas d’un statut particulier . »

Il n'est pas impossible que subsistent, dans la France libérée, des traces du pilonnage exercé par la presse collaborationniste et la propagande vichyste à l'encontre des traitres, des déserteurs qui ont osé fuir leur pays dans le malheur, refuser de participer à l’échange « Travail contre prisonniers », la « Relève », et à la conscription en 1942, au STO à partir de janvier 1943. On ne peut non plus oublier les condamnations à mort d’officiers gaullistes pour trahison et désertion par des tribunaux militaires.
D’où ce besoin des dirigeants de l’UEF de rétablir le vrai sens de la démarche des plus jeunes évadés :

« Que les Français enracinés dans leurs terres pardonnent à ceux qui les ont laissés dans les ténèbres : Pardonnez à ces déserteurs, qu'ils ne soient pas jugés sur leurs seules misères. Péguy dirait : « Pardonnez-leur car ils se sont tant battus. » 

« Et aujourd’hui, que les Français qui recherchent encore un idéal leur pardonnent, s’ils se mêlent à des pacifiques combats car, eux, leur idéal, ils l’ont trouvé depuis longtemps. « Qu’ils ne soient pas jugés sur une basse intrigue. » 

« Éternellement il resteront fidèles à l'esprit de la Croix de Lorraine, « Pardonnez-leur, car, pour elle, ils se sont tant battus. »

Il convient donc de remédier aux différences de traitement entre les combattants et combattantes de l’extérieur, de l’intérieur, résistants, évadés, engagés, leurs auxiliaires, passeurs, indicateurs, courriers, et tant d’autres soutiens discrets à la Libération du pays, différences évidentes dès 1944 pour des raisons purement administratives (fourniture de la preuve d’un engagement, d’une situation, d’une date), réglementaires (absence de définition d’un statut approprié d’évadé-engagé-résistant-combattant) et éventuellement politiques (poids dans le CV d’un poste dans l’administration de Vichy, engagement temporaire dans la mouvance du général Giraud,…). Promouvoir la solidarité envers les évadés, permet aussi de mettre en avant le rôle avant-gardiste des évadés de France qui se sont battus « depuis 5 ans du Tchad à Stuttgart », comme le proclame cette affiche dans son cadre tricolore.
Le message semble passer dans la Presse, au moins de temps à autre, ainsi à Dijon :

« Les évadés de France sont des authentiques résistants qui ont tout quitté, famille, foyer, ville, village pour répondre à l’appel du général de Gaulle et qui au péril de leur vie et au prix de long mois dans les geôles franquistes ont rejoint dans l’Empire ou en territoire allié l’armée de libération. »

- Les anciens évadés au quotidien : des vétérans comme les autres ?

Le bulletin Évadé de France sous la rubrique « Ce que vous devez savoir » fait part à chaque livraison de l’avancement des démarches de l'UEF pour que les anciens évadés soient traités au quotidien comme les autres anciens combattants.
L'association doit s’occuper à la fois de la solde des infirmières diplômées d’État, évadées de France, de la démobilisation des jeunes gens engagés dans l’Armée de l’Armistice et évadés de France, de la pension des évadés en instance de réforme (Évadé de France, décembre 1945) et de dizaines d'autres sujets touchant un aspect ou un autre, matériel ou moral, de la vie d’un évadé devenu combattant volontaire.
Ainsi les frais de santé des évadés, consécutifs à leur internement en Espagne, posent un problème de prise en charge « en principe » résolu après une intervention de l'UEF. Début mars 1946, le Ministre du Travail, interpellé par l’UEF, notifie en effet au directeur régional des Assurances sociales de Paris « qu’en principe, les Évadés de France ont été considérés comme militaires à compter du passage de la frontière, s’ils se sont engagés par la suite. À ce titre ils peuvent bénéficier du régime de la Loi du 31 mars 1919 pour toutes les maladies contractées en Espagne.
- Les symboles de la reconnaissance morale

Les discussions les plus délicates concernent la nécessaire équité dans la reconnaissance due par la France à tous les citoyens et citoyennes qui se sont engagé-e-s pour sa libération.
- Médaille des évadés

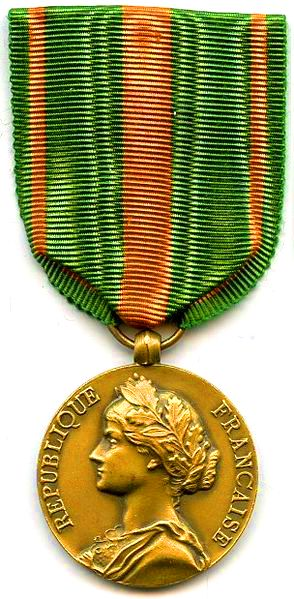
La médaille des évadés.

Créée en 1926 pour honorer les Français évadés des lieux de détention ennemis, la Médaille des évadés est accordée aux évadés de la Seconde Guerre mondiale par une ordonnance du 7 janvier 1944 sous certaines conditions restrictives qui diminuent l'espoir d'une attribution aux évadés par l'Espagne. L'UEF fait de l'abrogation de ce texte l'une de ses revendications essentielles et milite dans ce sens auprès du président de la commission ministérielle de la Médaille des évadés. Elle reçoit finalement satisfaction le 30 octobre 1946 lors de l'adoption de la loi « tendant à attribuer aux évadés la médaille des évadés et les droits y afférents » et dont :
- l'article 3 a) dispose : « La médaille des évadés ne peut être accordée que si l'intéressé est en mesure de prouver [...] qu'il a réussi une évasion soit d'un endroit quelconque où il était arrêté ou détenu en raison de son action dans la résistance contre l'envahisseur et l'autorité de Vichy, soit d'un territoire ennemi, soit d'un territoire occupé ou contrôlé par l'ennemi avec franchissement clandestin et périlleux d'un front de guerre terrestre ou maritime ou d'une ligne douanière ».
- l'article 7 annule les dispositions contraires de l'ordonnance du 7 janvier 1944.
- l'article 8 dispose que la « commission d'attribution nommée par arrêté du ministre des armées comprendra obligatoirement un ou plusieurs représentants de l'union des évadés de France » aux côtés des représentants de l'Union nationale des évadés de guerre, de ceux du Conseil national de la Résistance et ceux de la Fédération nationale des prisonniers de guerre[53].

- Médaille commémorative des services volontaires dans la France Libre

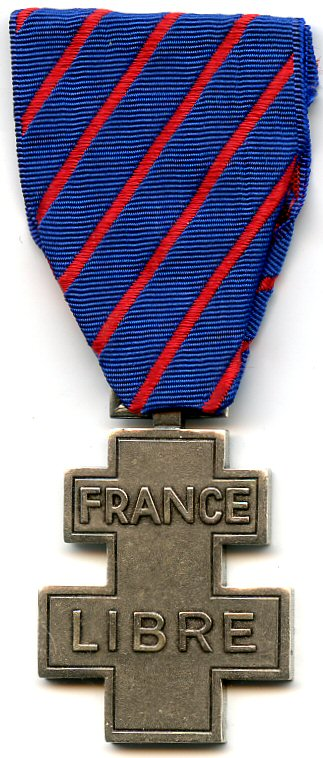
La médaille des services dans la France libre.

La Médaille commémorative des services volontaires dans la France libre, créée le 4 avril 1946, peut être demandée par « les personnes civiles ou militaires, françaises ou étrangères, ayant contracté un engagement dans les Forces Françaises Libres avant le 1er août 1943 ou avoir effectivement servi la France Libre sur les territoires soumis à l'autorité du Comité National de Londres et dans les pays étrangers antérieurement au 3 juin 1943 ». La composition de la commission chargée de contrôler les demandes de certificat donnant droit au port de la médaille, reflète les conditions restrictives de son attribution.
La date butoir du 31 juillet 1943 marque en effet la fin des Forces Françaises Libres, par la fusion des lignes de résistance de Giraud et de de Gaulle, et la constitution des Forces Françaises Combattantes. Le qualificatif Libres ne peut logiquement que disparaître. Sauf qu'il est revêtu d'une forte charge symbolique dont, selon ce décret, ne peuvent bénéficier celles et ceux qui, prisonniers en Espagne, n'ont pu formellement signer un engagement avant le 1er août 1943. L'UEF va donc poursuivre son action pour faire admettre au Gouvernement la valeur d'un engagement moral, antérieur à la date-butoir, et qui n'a pu être concrétisé du fait de contraintes imposées au volontaire.
En 1953, une nouvelle Instruction de René Pléven, Ministre de la Défense Nationale, étend enfin le bénéfice de la médaille aux évadés de France qui ont rejoint une unité ex-FFL « même après le 31 juillet 1943, pour des cas de force majeure tels que l'incarcération consécutive à leur évasion ».
- Statut et Croix du combattant volontaire de la Résistance

En 1946, le conseil d'administration de l'Union des évadés de France s'émeut de l'interprétation restrictive donnée par l'Office National des Mutilés et Combattants à l'application de la loi du 15 mai 1946 qui accorde la qualité de combattant volontaire « à toute personne ayant appartenu plus de trois mois, sous l'occupation, soit à une formation des forces françaises de l'intérieur ou des forces françaises combattantes, soit à une formation militaire d'un groupement reconnu par le conseil national de la résistance ».
Le conseil mandate M. Arrighi, administrateur, de plaider la cause des évadés de France auprès du ministre des anciens combattants, M. François Mitterrand, afin de faire évoluer cette loi. Le statut de combattant volontaire de la résistance ouvre droit à divers avantages en matière de logement, de réintégration professionnelle, de prêts et bourses (article 6) et permet de bénéficier d'une pension (article 7) et du droit de porter une médaille commémorative (article 3), tous avantages refusés, à l'époque, aux évadés de France pour cette seule condition.
Le port de la Croix du combattant volontaire de la Résistance n'est finalement autorisé aux titulaires de la carte de combattant volontaire que par une loi du 15 avril 1954, précisant la loi du 25 mars 1949. Cette dernière avait élargi très notablement les conditions d'accès à ce statut en ouvrant la possibilité d'en bénéficier entre autres aux évadés de France.

## À la mémoire des évadés
L'UEF prend rapidement l’initiative ou s’associe aux initiatives de commémoration des évasions de combattants français hors du territoire national. Pour conserver dans le temps le souvenir de ces héros, les associations d'évadés et d'anciens combattants font élever de nombreuses stèles et apposer des plaques aux endroits où ceux-ci ont quitté la France.
Des marques du souvenir sont posées aux frontières, dans les Pyrénées, où, à l'Est, la première stèle est érigée dès 1946 au col de Fontfrède par Ceret (Pyrénées-Orientales), à l'Ouest, le général de Gaulle dévoile une plaque en pierre de La Rhune, chemin des Carrières à Ascain (Pyrénées-Atlantiques), le 8 septembre 1947, et sur la côte de la Manche, au bord de laquelle à Saint-Cast (Côtes d'Armor), le 6 août 1949, sont posées ces colonnes de granit à la pointe de l'Isle.

Les trois premières stèles du souvenir.
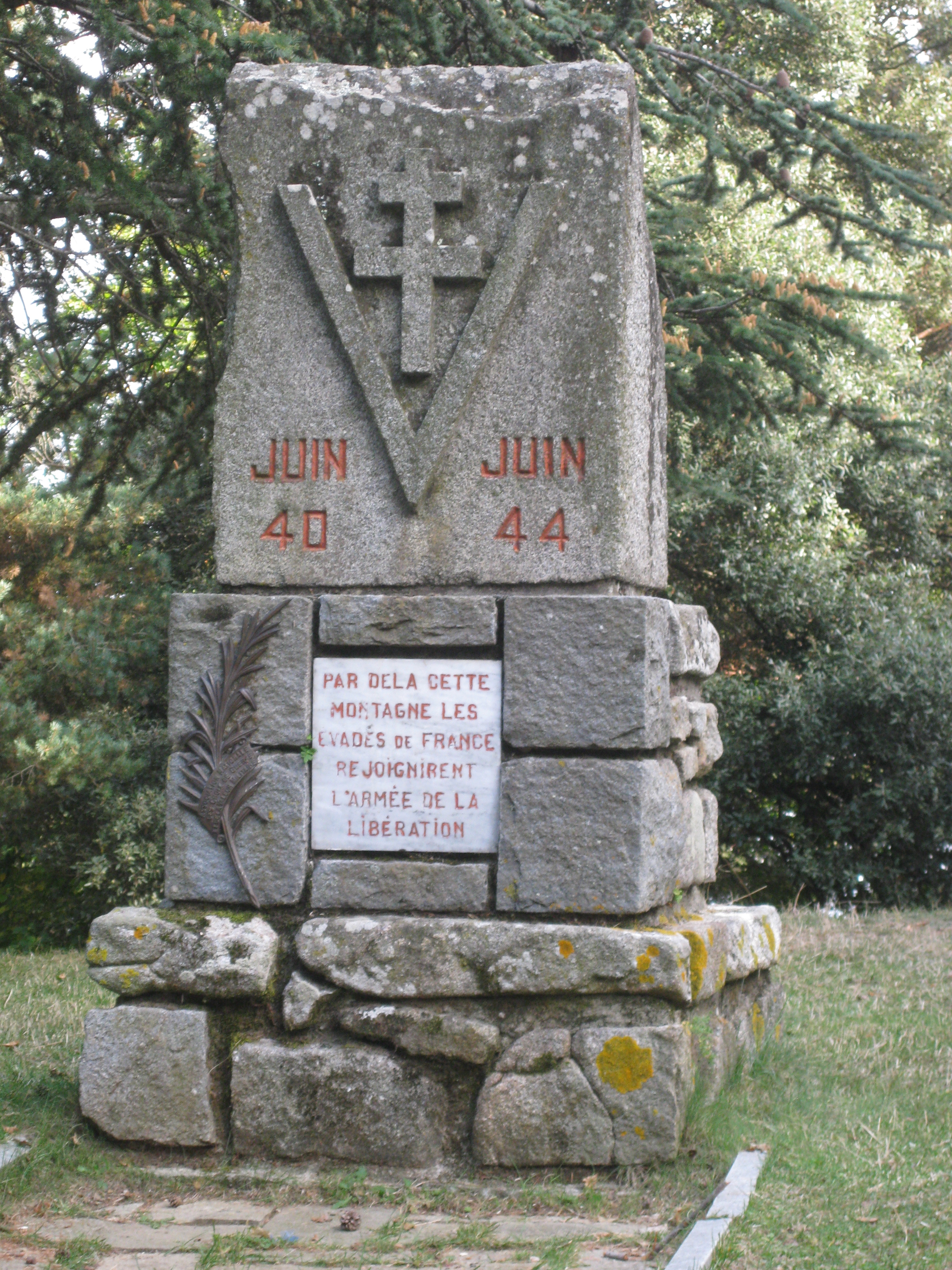
Stèle de Fontfrède
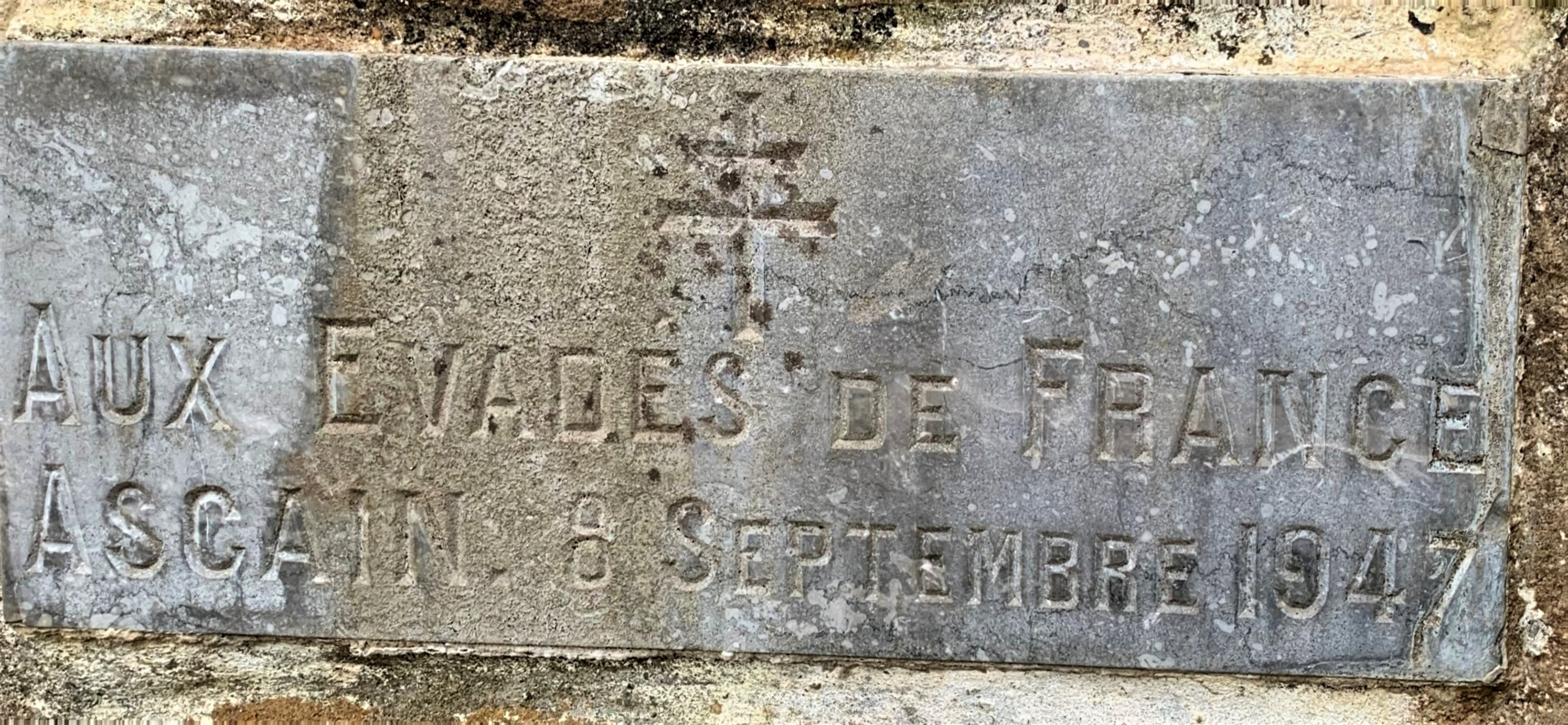
Plaque à Ascain
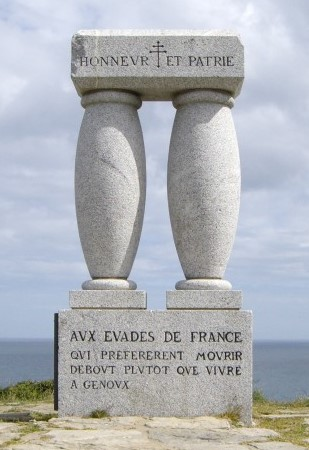
Stèle de Saint-Cast

## La fin du combat?
Cinq ans après la fin de la guerre, de nombreux évadés et leurs familles ont encore besoin de secours, mais les soutiens s'étiolent petit à petit. Le découragement gagne, comme l'exprime Pierre E. Lamaison, alors secrétaire général de l'UEF : « Nous ne sommes plus que quelques milliers bien prêts d'abandonner la partie, car nous sommes épuisés d'avoir brûlé nos dernières cartouches pour venir en aide à nos camarades de combat. Sans ressources, sans appui, nous ne pourrons plus soutenir longtemps notre effort. ».
Pourtant, le 11 mai 1955, toujours par la voix de P. E. Lamaison, l'UEF se joint à toutes les organisations d'anciens combattants réunies à la Mutualité à l’initiative du Secours populaire français pour dénoncer la « scandaleuse détention de 12 FFI en Espagne ».
Cette intervention marque la fin des actions publiques de l'Union des évadés de France.
Ce n'est qu'en 1960 qu'une nouvelle organisation, l'Association des anciens combattants français évadés de France internés en Espagne (Guerre 1939-1945), reprend la lutte pour la reconnaissance du rôle des évadés et l'obtention d'un statut officiel.

## Pour approfondir